# سعد الدين بقدونس
سعد الدين بقدونس (20 إبريل 1924 - 19 فبراير 2005)، ممثل ومخرج سوري ولد في حي الصالحية بالعاصمة السورية دمشق، لقب بشيخ الفنانين السوريين. شارك في عدد كبير من المسلسلات والأعمال السورية من بينها «يوميات مدير عام» و«عيلة خمس نجوم» وعدد من الأفلام للقطاعين العام والخاص منها «نجوم النهار والليل».

## حياته
وبدأ مسيرته الفنية في مسارح دمشق عام 1942 وأسس فرقة مسرحية باسمه منذ عام 1950 وشارك في تأسيس المسرح العسكري عام 1958 ويعد من أهم مؤسسي جمعية المسرح الحر . غادر إلى لبنان عام 1963 حيث عمل في القناة السابعة في تلفزيون لبنان لمدة خمسة أعوام تخللها تأسيسه للمسرح الشعبي هناك حيث قدم العديد من المسرحيات مهّد فيها لظهور الشخصيات الشعبية اللبنانية المعروفة.
أدخل فن المسرح إلى كل منطقة وقرية قبل تأسيس وزارة الثقافة ومن أعماله المسرحية «صرخة الجزائر». كما ساهم في اكتشاف وتشجيع العديد من النجوم والفنانين في سوريا. 

## حياته الشخصية
متزوج من الفنانة اللبنانية كلير سمعان التي عملت معه بالمسرح، ولديه منها ابنتان، ابنته الفنانة ليلى بقدونس دخلت مجال الفن.

## أعماله

### مسرحيات
- إخراج
  - مخلب القطة
  - صرخة الجزائر
  - بين العرب والصهيونية
- تمثيل
  - جذور الحب
  - الحب الكبير
  - العطر الأخضر
  - الأيدي الناعمة
  - طبيباً رغم أنفه
  - كان يا ماكان

### أفلام
- نور الظلام (1948)
- المخدوعون (1972)
- مقلب حب (1972)
- المصيدة
- نجوم النهار
- الليل
- الانتقام حبا
- اللجاة
- محاولات
- الابتسامة (1990)
- امرأة في الهاوية (1990)
- في بلاد العجائب (1993)
- امراة لا تبيع الحب

يوميات مدير عام

### مسلسلات
- يوميات أبو صالح (إذاعي) - تأليف عماد ياسين وإخراج نذير عقيل
- يوميات مدير عام
- العائد
- محاولات (كوميدي) - من تأليف لقمان ديركي، إخراج غسان سلمان
- ألو جميل ألو هناء
- خبز وملح
- دنيا
- كان ياما كان
- جابر وجبير - للمخرج علاء الدين كوكش.
- خريف الأيام (سهرة تلفزيونية) - من تأليف أحمد القبلاوي وإخراج طلحت حمدي.
- مسلسل طيبون جدا.
- عائلة خمس نجوم
- حارة الباشا

## وفاته
توفي يوم السبت 19 شباط عام 2005 في دمشق عن عمر يناهز 80 عام.

## روابط خارجية
- سعد الدين بقدونس على موقع قاعدة بيانات الأفلام العربية